# 2017年4月逝世人物列表
2017年逝世人物列表：1月 - 2月 - 3月 - 4月 - 5月 - 6月 - 7月 - 8月 - 9月 - 10月 - 11月 - 12月
2017年4月逝世人物列表，是用于汇总2017年4月期间逝世人物的列表。

## 依日期排序

### 30日
- 傑森·欣德（英语：Jayson Hinder），51歲，澳洲政治人物，前澳洲首都領地立法議會（英语：Australian Capital Territory Legislative Assembly）議員，死於交通意外。[1]
- 鮑里斯·奧萊尼克（烏克蘭語：Бори Олійник），81歲，烏克蘭作家、詩人、翻譯家和政治人物，前乌克兰最高拉达議員。[2]
- 乌里·斯特克（德語：Ueli Steck），40岁，瑞士攀岩家和登山家。死於山难。[3]
- 瑞葛多（Mbah Gotho），146歲，印尼人瑞。（1870年12月31日出生）[4][5]

### 29日
- 迭戈迪·納塔萊·博納（義大利語：Diego Natale Bona），90歲，意大利的羅馬天主教主教，前天主教波多-聖魯菲納羅馬城郊教區主教與天主教薩盧佐教區主教。[6]
- R·維迭薩伽爾·饒（英语：R Vidyasagar Rao），77歲，印度灌溉工程師，死於膀胱癌。[7]
- 阮可强，84岁，中国反应堆物理、核安全专家，中国工程院院士。[8]

### 28日
- 維托·阿肯錫（英語：Vito Acconci），77歲，美國建築師、景觀設計師、裝置藝術家。[9]
- 陈佩华，68歲，香港資深電影人，死於癌症。[10]
- 倪光正，80岁，中国电磁场理论专家，浙江大学教授。[11]
- 布拉佐·代·奧羅（英语：Brazo de Oro (wrestler)），57歲，墨西哥職業摔跤手（CMLL、UWA（英语：Universal Wrestling Association）、NWA（英语：NWA Hollywood Wrestling）），死於心臟病。[12]
- 多尼·夏恩（英语：Donie Shine），66歲，愛爾蘭足球運動員和經理人。[13]
- 尼古拉·乌拉科夫（俄語：Николай Ураков），87岁，苏联微生物学家，病毒学家。[14]

### 27日
- 佐田の山晋松（日语：佐田の山晋松），79歲，日本第50代横綱。[15]
- 林奕含，26歲，台灣女性作家，自縊身亡。[16]
- 陈廷儒，103岁，中国抗战老兵，2015年抗战胜利阅兵上最年长的参阅老兵[17]。
- 溫·查克拉瓦（英语：Vinu Chakravarthy），71歲，印度演員。[18]
- 彼得·喬治（英语：Peter George (professor)），75歲，加拿大經濟學家，前麥馬士達大學校長。[19]

### 26日
- 巴巴洛拉·博里沙德（英语：Babalola Borishade），71歲，尼日利亞政治人物，政治家，死於肺病和心臟病。[20]
- 強納森·德米（英語：Jonathan Demme），73岁，美国电影导演、制片人、编剧，奥斯卡最佳导演奖得主，代表作《沉默的羔羊》。死於癌症并发症。[21]
- 詹姆斯·諾爾·加德納（英语：James Knoll Gardner），76歲，美國法官，前美国宾夕法尼亚东区联邦地区法院法官。[22]

### 25日
- 謝金汀，81歲，台灣政治人物，曾任苗栗縣長。[23]
- 易照华，86岁，中国天体力学家、教育家，南京大学天文与空间科学学院教授。[24]
- 厉以贤，86岁，中国教育理论家，北京师范大学教育学部教授。[25]
- 薩沙·拉科維奇（英语：Sasha Lakovic），45歲，加拿大冰球運動員（新澤西魔鬼）和演員（《冰上奇蹟》），死於腦癌。[26]
- 穆亞瓦·懷亞基（英语：Munyua Waiyaki），91歲，肯亞政治人物，前外交部長（英语：Minister for Foreign Affairs (Kenya)）。[27]

### 24日
- 阿古斯丁·愛德華茲·伊士曼（英语：Agustín Edwards Eastman），89歲，智利報刊出版商，《默丘里奧報（英语：El Mercurio）》老闆。[28]
- 布賈爾特·艾肯塞特（英语：Bjarte Eikeset），80歲，挪威律師、法官和政治家，死於交通意外。[29]
- 罗伯特·梅纳德·波西格（英語：Robert Maynard Pirsig），88歲，美國作家及哲學家，《禅与摩托车维修艺术》一書作者。[30]

### 23日
- 傑里·阿德里亞尼（英语：Jerry Adriani），70歲，巴西歌手及演員，死於癌症。[31]
- 菲爾·愛德華茲（英語：Phil Edwards），67歲，英國奧運單車手（1972年（英语：Cycling at the 1972 Summer Olympics – Men's individual road race））。[32]
- 弗朗蒂謝克·拉伊托拉爾（捷克語：František Rajtoral），31歲，捷克足球員，自殺。[33]
- 曾守明，58岁，香港無綫電視綠葉演員。[34]
- 王建平，63歲，中國前武警司令、副總參謀長，官階上將。[35]
- 倪波，81岁，中国图书馆学家、情报学家，南京大学教授。[36]

### 22日
- 休伯特·德雷福斯（英语：Hubert Dreyfus），87歲，美國哲學家，死於癌症。[37]
- 阿爾文·H·庫庫克（英語：Alvin H. Kukuk），79歲，美國政治人物，前密歇根州众议院議員[38]
- 阿提里奥·尼科拉（義大利語：Attilio Nicora），80歲，義大利籍天主教樞機主教。[39]
- 古斯塔沃·羅霍（英语：Gustavo Rojo），93歲，烏拉圭演員（《泰山和美人魚（英语：Tarzan and the Mermaids）》、《邪惡森林（英语：The Evil Forest）》、《暴龍關吉（英语：The Valley of Gwangi）》）。[40]
- 陈全松，30岁，中华人民共和国死刑犯，曾犯下杀人奸尸案，枪决。[41]
- 李季準，74岁，台灣廣播及電視節目主持人。[42]

### 21日
- 张乃通，82岁，中国通信与信息系统专家，中国工程院院士。[43]
- 塞西莉亞·阿爾維亞爾（英语：Cecilia Alvear），77歲，厄瓜多爾裔美國記者，美國記者。[44]
- 烏戈·埃希奧古（英语：Ugo Ehiogu），44歲，前英格蘭足球運動員，熱刺U23教練，死於心臟病。[45]
- 賈里·赫勒（英语：Jari Helle），54歲，芬蘭冰球運動員和教練（波爾扎諾俱樂部（英语：HCB South Tyrol））。[46]
- 韓丙起（朝鲜语：한병기），85歲，韓國政治人物及軍人，前總統朴槿惠同父異母姊姊朴在玉（朝鲜语：박재옥）丈夫。[47]

### 20日
- 蓮花阿嬤，本名许陈莲花，92歲，臺籍前慰安婦。[48]
- 羅伯托·費雷羅（西班牙語：Roberto Ferreiro），81歲，阿根廷足球運動員（独立、河床、阿根廷國家隊）。[49]
- 老古巴·古丁（英语：Cuba Gooding Sr.），72歲，美國靈魂歌手（主要成分（英语：The Main Ingredient (band)））。[50]
- 杰曼·梅森（英語：Germaine Mason），34岁，牙买加裔英国跳高运动员，2008年夏季奥运会跳高亚军，死於车祸。[51]
- 張德鎮（朝鲜语：장덕진 (1934년)），82歲，韓國政治人物，前韓國國會首爾永登浦區議員（朝鲜语：서울 영등포구의 국회의원）及農水產部部長（朝鲜语：대한민국 농수산부）。[52]
- 柴勤忠，82岁，中国石油工业人物，中国石油大学（北京）原机械与储运工程学院教授。[53]

### 19日
- 葉繼歡，55歲，香港罪犯，曾犯下多宗嚴重械劫案，死於癌症。[54]
- 徐玉兰，95岁，中国越剧表演艺术家。[55]
- 廖仲安，92岁，中国古典文学研究家，北京师范学院教授。[56]
- 安東·博吉蒂奇（英语：Antun Bogetić），94歲，克羅地亞羅馬天主教主教，前天主教波雷奇暨普拉教区主教。[57]
- 卡爾·曼納（英语：Carl Manner），87歲，奧地利企業家（曼納糕點（英语：Manner (confectionery)））。[58]

### 18日
- 李亦園，85歲，台灣人類學家、中央研究院人文社會組院士。[59]
- 比爾·安德森（英语：Bill Anderson (American football)），80歲，美國美式足球運動員（华盛顿红皮、绿湾包装工）。[60]
- 羅恩·摩澤爾（英语：Ron Moeser），74歲，加拿大政治人物，死於淋巴瘤。[61]

### 17日
- 蓋伊·伊波哈（法語：Guy Ébrard），90歲，法國政治人物。[62]
- 道森·馬蒂斯（英語：Dawson Mathis），76歲，美國政治人物，前美國眾議院喬治亞州第二國會選區（英语：Georgia's 2nd congressional district）代表議員。[63]
- 喬·麥科闊代爾（英语：Joe McCorquodale），96歲，美國政治人物，前亚拉巴马州众议院議員及議長。[64]
- 羅希（英语：Rosey (wrestler)），47歲，薩摩亞籍職業摔角手。[65]
- 肖恩·斯坎蘭（英语：Sean Scanlan），68歲，蘇格蘭演員。[66]
- 奥斯曼渥，92歲，新加坡前社會事務部長（1963-1977）、工會領袖。[67]
- 颜德馨，98岁，中国中医药专家，上海市第十人民医院（原上海铁路局中心医院）主任医师、教授，首届“国医大师”。[68]

### 16日
- 康殿文，70岁，中国文件检验鉴定专家，中国刑事警察学院刑事科学技术二系原主任。[69]
- 严仁英，103岁，中国妇产科、妇女保健学专家。[70]
- 喬治·巴拉塔（英语：George Bălăiță），81歲，羅馬尼亞作家。[71]
- 薩特里奧·布迪哈霍·喬多諾（英语：Satrio Budihardjo Joedono），84歲，印尼經濟學家，前審計委員會（英语：Audit Board of Indonesia）主席。[72]

### 15日
- 克利夫頓·詹姆斯（英语：Clifton James），96歲，美國演員（《超人II》、《陰謀密戰》），死於糖尿病併發症。[73]
- 艾瑪·莫拉諾（義大利語：Emma Morano），117歲，義大利超級人瑞，前最年長者（世界紀錄第5名）和1890年代出生者中最後一位去世的人。[74]
- 杨洁，88岁，中国电视制片人、导演，代表作《西游记》。[75]
- 钟信明，82岁，中国作曲家、指挥家，武汉音乐学院教授。[76]
- 阿米尔卡·恩里克斯，33岁，巴拿马足球运动员，枪杀。[77]

### 14日
- 程振声，82岁，中国国务院原外事办副主任。[78]
- 孙国华，92岁，中国法理学家，中国人民大学法学院教授。[79]
- 胡真才，67岁，中国翻译家、作家。[80]
- 陈应明，94岁，中国航空史、航空画、航空模型制作大师。[81]
- 約翰·托馬斯·科廷（英语：John Thomas Curtin），95歲，美國法官，前美国纽约西区联邦地区法院法官。[82]
- 丹尼爾·吉伊斯（英语：Daniel Guice），92歲，美國政治人物，前密西西比州众议院議員及比洛克西市長。[83]
- 吉里什·錢德拉·薩克納（英语：Girish Chandra Saxena），89歲，印度政治人物，前查謨-克什米爾邦邦長（英语：List of governors of Jammu and Kashmir）。[84]

### 13日
- 蒋孝达，94岁，中國大陸篆刻家、书法家、扬州文化耆宿。[85]
- 大衛·姆維拉里（英语：David Mwiraria），78歲，肯尼亞政治人物，前肯尼亚议会北艾孟提選區（英语：North Imenti Constituency）議員與財政部長（英语：Minister for Finance (Kenya)），死於急性呼吸道感染和癌症。[86]
- 喬治·羅（英语：Georges Rol），90歲，法國羅馬天主教主教，前天主教昂古萊姆教區主教。[87]
- 吉姆·斯科特（英語：Jim Scott），78歲，美國政治人物，前弗吉尼亚州众议院議員，腦退化症併發症。[88]
- 塩山紀生（日语：鹽山紀生），77歲，日本動畫家，火災。[89]

### 12日
- 董良翮，72岁，中共早期领导人之一董必武的次子，死於白血病。[90]
- 松本俊夫（日語：松本 俊夫），85歲，日本導演。[91]
- 希拉·阿布杜斯-萨拉姆（英语：Sheila Abdus-Salaam），65岁，美国法官，纽约上诉法院首位非裔女性法官。[92]
- 拉梅什·錢德拉·阿加瓦爾（英语：Ramesh Chandra Agarwal），72歲，印度報紙出版商（帕斯卡日报），死於心臟病發。[93]
- 傑夫·格羅弗（英语：Geoff Grover），73歲，澳洲澳式足球運動員（《墨爾本港（英语：Port Melbourne Football Club）》）。[94]
- 袁运开，88岁，中国教育家，华东师范大学原校长、教授。[95]

### 11日
- 愛德華·弗朗西斯（英语：Edward Francis (bishop)），86歲，印度羅馬天主教主教，前天主教西瓦岡格阿教區（英语：Roman Catholic Diocese of Sivagangai）主教。[96]
- J·吉爾斯（英语：J. Geils），71歲，美國結他手（J·吉尔斯乐队）。[97]
- 儀間比呂志（日语：儀間比呂志），94歲，出身於沖繩的日本板畫家、繪本作家。[98]
- 董洪利，68岁，中国古典文献学者，北京大学中文系教授。[99]

### 10日
- 吉維·貝里卡什維利（英语：Givi Berikashvili），83歲，格魯吉亞演員，呼吸衰竭。[100]
- 簡·費克斯（英語：Jan Faiks），71歲，美國政治人物，前阿拉斯加州參議院議員。[101]
- 大衛·帕里-瓊斯（英语：David Parry-Jones），83歲，威爾士電視節目主持人和作家（BBC），死於腦退化症。[102]
- 吉野和刚（日语：吉野和剛），37岁，日本表演艺术家，舞台剧特技指导。意外坠亡。[103]

### 9日
- 卡梅·查孔（西班牙語：Carme Chacón），46歲，西班牙政治人物，前住房部大臣（英语：Ministry of Housing (Spain)）及國防部大臣（英语：Ministry of Defence (Spain)），心臟病。[104]
- 瑪格麗塔·伊莎貝爾（英语：Margarita Isabel），73歲，墨西哥女演員（《魔鬼銀爪（英语：Cronos (film)）》），死於肺氣腫。[105]
- 金姈愛（韓語：김영애），65歲，韓國女演員。[106]
- 比爾·薩瑟蘭（英语：Bill Sutherland），82歲，加拿大冰球運動員（費城飛人）。[107]

### 8日
- 吳彬安，48歲，馬來西亞前男子藝人組合山腳下男孩成員之一。[108]
- 黃錦燦（朝鲜语：황금찬），98歲，韓國詩人。[109]
- 朴南玉（朝鲜语：박남옥），94歲，韓國電影導演。[110]
- 格奧爾基·格列奇科（俄語：Георгий Гречко），85歲，俄羅斯太空人、蘇聯英雄，死於心臟衰竭。[111]
- 瓦桑莎·奧貝瑟克拉（英语：Vasantha Obeysekera），79歲，斯里蘭卡電影導演。[112]

### 7日
- 王贵德，102岁，中华人民共和国开国少将、原铁道兵副政委兼政治部主任。[113]
- 金龍渙（朝鲜语：김용환 (1932년)），85歲，韓國政治人物，前韓國國會保寧市議員（朝鲜语：보령시의 국회의원）。[114]
- 阿圖羅·加西亞·巴斯托斯（英语：Arturo García Bustos），90歲，墨西哥藝術家。[115]
- 瑪麗·芒福德，第十五代泰歷高斯赫里斯女爵（英语：Mary Mumford, 15th Lady Herries of Terregles），76歲，蘇格蘭貴族。[116]

### 6日
- 斯坦·安斯洛（英语：Stan Anslow），85歲，英國足球運動員（米尔沃尔）。[117]
- 羅爾夫·薩根（英语：Rolf Sagen），76歲，挪威作家。[118]
- 克萊德·西伊（英語：Clyde See），75歲，美國政治人物，前西弗吉尼亞州眾議院（英语：West Virginia House of Delegates）議員，死於癌症。[119]
- 唐·里柯斯（英語：Don Rickles），90歲，美国栋笃笑演员、演员、作家，死於腎衰竭。[120]
- 刘子真，93岁，中国教师，天津大学理学院教授。[121]

### 5日
- 約翰·弗雷澤（英语：John Fraser (British politician)），82歲，英國政治人物，前英国下议院諾伍德選區（英语：Norwood (UK Parliament constituency)）議員。[122]
- 伊爾克卡·錫尼薩洛（英语：Ilkka Sinisalo），58歲，芬蘭冰球運動员（費城飛人），死於前列腺癌。[123]
- 黄易，65岁，香港武侠小说作家，死於中风。[124]
- 桂诗春，88岁，中国语言学家、外语教育家，广东外语外贸大学教授、原广州外国语学院院长。[125]
- 羅賓，62歲，本名廖瑞和，馬來西亞華人巨星，死於心肌梗塞[126]。

### 4日
- 高燦興，71歲，台灣雕塑家。[127]
- 薩米爾·法里德（英语：Samir Farid），73歲，埃及電影評論家[128]
- 約翰·T·諾克斯（英語：John T. Knox），92歲，美國政治人物，前加利福尼亞州眾議院議員。[129]
- 乔万尼·萨托利（義大利語：Giovanni Sartori），92歲，義大利政治學者。[130]
- 卡尔·施托茨（德語：Karl Stotz），90歲，奧地利足球運動員和經理人。[131]

### 3日
- 周传基，92岁，中国电影理论家，北京电影学院退休教授。[132]
- 阿齊姆·多德波塔（英语：Azim Daudpota），83歲，巴基斯坦軍官及政治人物，前津巴布韋空軍（英语：Air Force of Zimbabwe）指揮官與信德總督（英语：Governor of Sindh）。[133]
- 杜麥蘭吉·帕基（英语：Tomairangi Paki），64歲，新西蘭毛利卡帕哈卡（英语：kapa haka）領袖。[134]
- 威廉·瓦拉斯卡（英語：William Walaska），71歲，美國政治人物，前羅德島州參議院（英语：Rhode Island Senate）議員，死於癌症。[135]
- 張琨，99歲，中華民國中央研究院第9屆人文及社會科學組院士。[136]

### 2日
- 林佛兒，75歲，台灣作家，《鹽分地帶文學》雙月刊總編輯。[137][138]
- 肯·唐納利（英語：Ken Donnelly），66歲，美國政治人物，前马萨诸塞州参议院議員，死於腦腫瘤併發症。[139]
- 拉斐爾·莫利納·莫里洛（英语：Rafael Molina Morillo），87歲，多明尼加報紙編輯和外交官。[140]

### 1日
- 莎倫·安布羅斯（英語：Sharon Ambrose），77歲，美國政治人物，前哥伦比亚特区议会議員。[141]
- 約斯塔·埃克曼（英语：Gösta Ekman），77歲，瑞典演員和導演（《琼森帮（英语：Jönssonligan）》、《馬丁·貝克（英语：Martin Beck）》）。[142]
- 金宗吉（韓語：김종길），90歲，韓國詩人。[143]
- 衛理欽（英語：Peter Williams），90歲，英國殖民地官員，香港勞工處處長兼立法局官守議員（1977年－1978年）、總督特派廉政專員（1980年－1984年）、常務司（1985年－1986年）。[144]
- 叶夫根尼·叶夫图申科（俄語：Евгений Евтушенко），84歲，俄罗斯詩人。[145]